# Karl Nolle

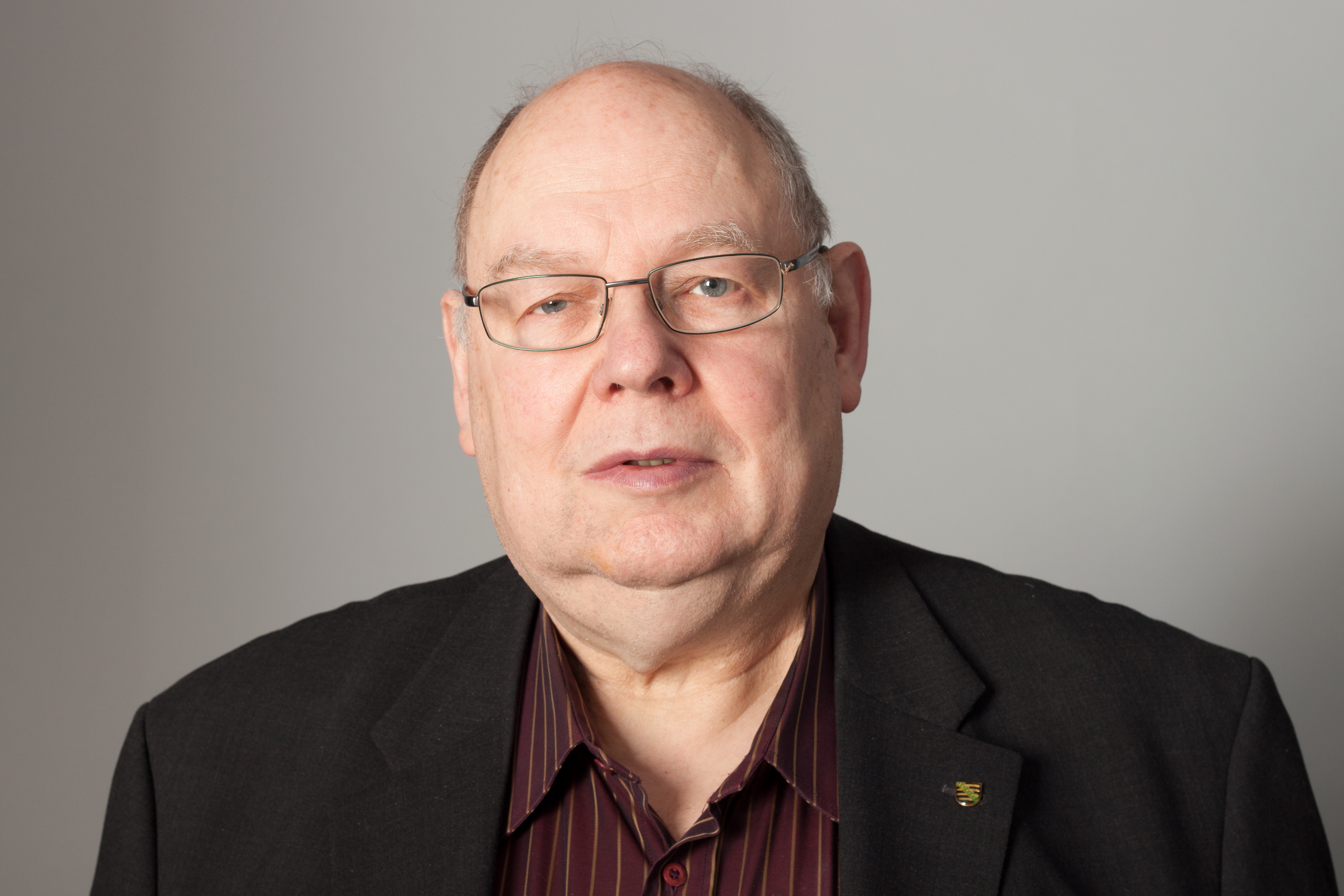
Karl Nolle 2013

Karl Heinrich Nolle (* 9. März 1945 in Hattendorf) ist ein deutscher Unternehmer und SPD-Politiker. Er gehörte von 1999 bis 2014 dem Sächsischen Landtag an.

## Biographie
In seiner Jugend engagierte sich Nolle in der Friedens- und Antiatomkraftbewegung. Im Sozialistischen Osteuropakomitee unterstützte er Oppositionsbewegungen in Polen, der Tschechoslowakei und der DDR, ebenso wirkte er gegen die chilenische Pinochetdiktatur. Nolle war Organisator der Sozialistischen Konferenzen in Kassel, Marburg und Bochum.
Karl Nolle entstammt einer Familie mit langen sozialdemokratischen Traditionen. Der gelernte Elektromechaniker studierte in den Jahren 1970 bis 1976 Geschichte, Politikwissenschaft, Soziologie und Psychologie in Hannover. Dort gründete er im Jahr 1968 eine Druckerei als Kleinstbetrieb. Von 1973 bis 1976 war er deren gemeinsamer Gesellschafter mit Gerhard Schröder.
Nolle lebt nach eigenen Angaben seit dem Mauerfall in Dresden. Im März 1991 erwarb er die marode Dresdner Offsetdruck GmbH von der Treuhand. Seit April 1991 betrieb er sie unter der neuen Firma Druckhaus Dresden GmbH (DHD). Er richtete dort 1994 das Museum Lichtdruckwerkstatt Dresden ein und betrieb es bis 2004 als „arbeitendes Museum“.
Die seit 1973 in seinem Besitz befindliche SOAK Druck- und Verlags GmbH in Hannover veräußerte Nolle im Mai 1995. Seit Oktober 1995 ist er geschäftsführender Gesellschafter des Junius-Verlags Dresden/Hamburg.
Nolle initiierte im Mai 1997 die Gründung der Mitarbeiterbeteiligungs GmbH am Druckhaus Dresden, die 25 % des Unternehmens innehat.
Er tritt als Schirmherr verschiedener Bürgerinitiativen und Veranstaltungen in Erscheinung und ist Vorsitzender der von ihm gegründeten Dresdner Bürgergesellschaft für Kulturförderung.
Karl Nolle und seine Frau zogen sich zum 1. April 2011 als verantwortliche Geschäftsführer aus dem Druckhaus Dresden zurück, hielten aber noch Gesellschaftsanteile. Im Jahr 2013 meldete das Unternehmen Insolvenz an.

## Politischer Werdegang

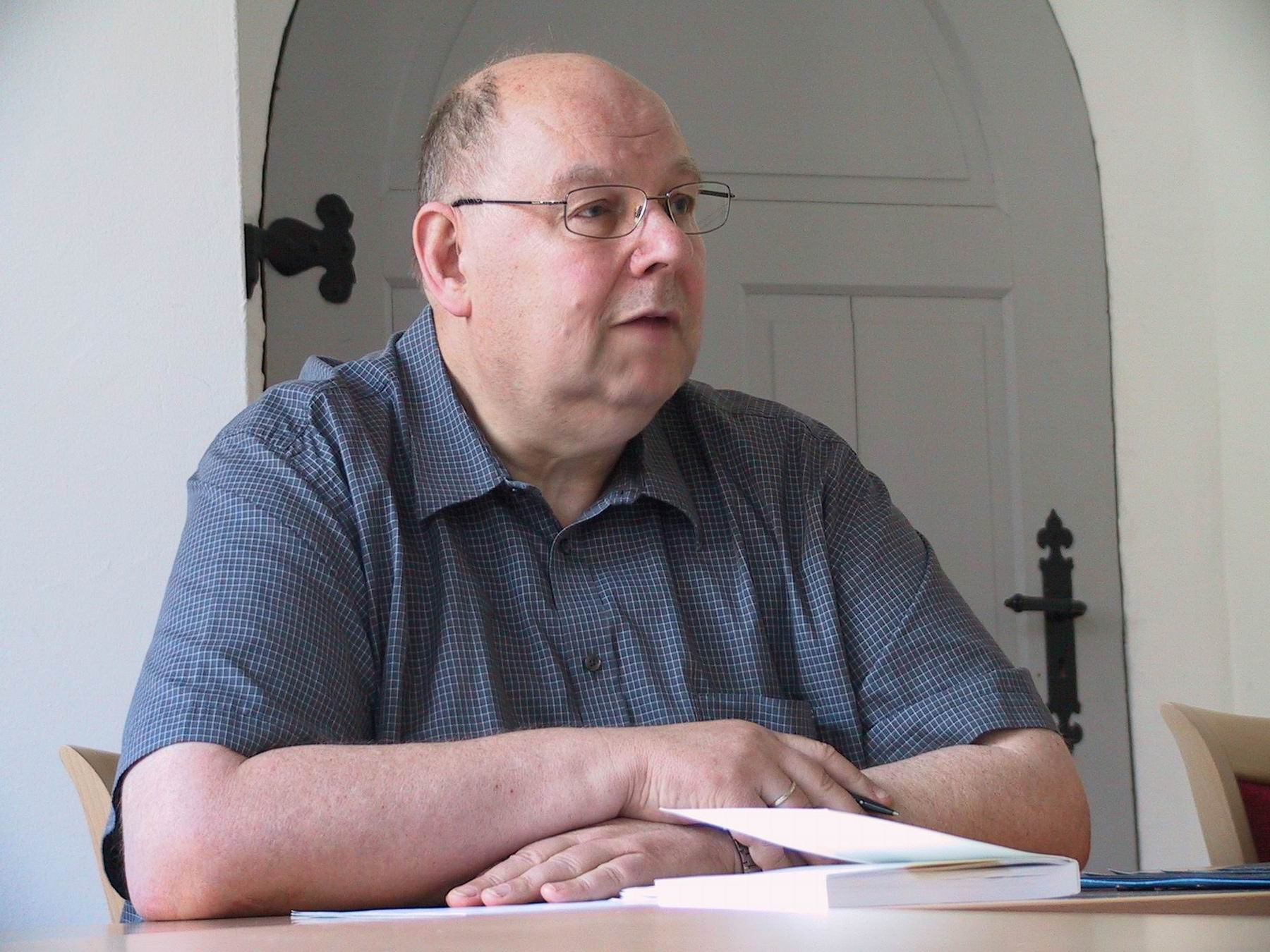
Karl Nolle, 2009

Während seiner Schulzeit gehörte Nolle ab 1958 den Falken an. Im Jahr 1963 wurde er für lange Zeit Mitglied der SPD und der IG Metall. In den Jahren 1968/69 engagierte sich Nolle in der APO in Hannover. Nach der Linkswende der Jusos hatte Nolle ab 1968 verschiedene Funktionen darin inne und war zuletzt der Stellvertreter des Vorsitzenden des Juso-Bezirkes Hannover, 1981 war er Gründungsmitglied der Grün/Alternativen Bürgerliste (GABL) Hannover, in der er bis 1984 mitarbeitete.
Im Jahr 1986 erfolgte wegen seines Aufrufes zur Abgabe der Zweitstimme für die Die Grünen der Parteiausschluss aus der SPD. Im August 1998 trat er der SPD wieder bei.
Nach seiner Wahl in den Sächsischen Landtag war Nolle wirtschafts- und energiepolitischer Sprecher der SPD-Fraktion. Im März 2006 gab Nolle nach Unstimmigkeiten mit Wirtschaftsminister Thomas Jurk die Funktion des wirtschaftspolitischen Sprechers an die Fraktion zurück. Er war Obmann der SPD-Fraktion im Untersuchungsausschuss „SachsenLB“. Nolle gehörte auch den Untersuchungsausschüssen „Paunsdorf“ (Untersuchungsausschuss zur „Einflussnahme“ von CDU-Regierungschef Kurt Biedenkopf und weiterer Regierungsmitglieder auf Mietverträge für das Behördenzentrum Paunsdorf, 2000) und „Sachsenring“ (Untersuchungsausschuss zu Versäumnissen und Fehlentscheidungen der Staatsregierung und ihrer Mitglieder bei der Kontrolle der Landesbank Sachsen, 2005) an. Er war seit April 2012 eines von 19 Mitgliedern des ersten sächsischen NSU-Untersuchungsausschusses „Neonazistische Terrornetzwerke in Sachsen“.
Im Jahr 2001 unterstützte Nolle mit der SPD zusammen die Kandidatur des FDP-Politikers Ingolf Roßberg bei der Wahl zum Oberbürgermeister, die von der Initiative OB für Dresden lanciert wurde.
Bei der Landtagswahl 2014 verzichtete er nach fünfzehnjähriger Abgeordnetentätigkeit auf eine erneute Kandidatur und schied mit dem Zusammentritt des 6. sächsischen Landtags 2014 aus dem Parlament aus.

## Nolle als Korruptionsermittler in Sachsen und CDU-Vorwürfe
Nolle wurde durch die Aufklärung von Korruption und anderer Verfehlungen sächsischer CDU-Politiker bekannt. Insbesondere während der Affäre um Dienstwagen und Dienstwohnung von Kurt Biedenkopf und dessen Frau erlangte er 2002 bundesweite Medienaufmerksamkeit.
Nolle war ebenfalls an der Verfolgung der ungerechtfertigten Inanspruchnahme von Fluthilfegeldern durch die Ministerin Christine Weber und die Provisionszahlungen an den Staatssekretär Wolfram Köhler beteiligt, deren Rücktritt er damit maßgeblich einleitete. Er informierte über die Verwicklung des damaligen Ministerpräsidenten Georg Milbradt in die Affäre um die Sachsen LB und trug damit zu dessen Rücktritt (sowie des Vorstandes der Sachsen LB) 2008 bei. Obwohl die SPD mit der CDU seit Ende 2004 eine Koalition bildete, trieb Nolle auch parlamentarische Untersuchungen zum Sachsensumpf (Verdacht zahlreicher krimineller Strukturen in höheren Ämtern) voran, was ihm innerparteiliche Kritik einbrachte.
Im Zusammenhang mit den genannten Vorgängen kritisierte er auch mehrfach sächsische Staatsanwaltschaften für ihre Untätigkeit in Ermittlungen.
Im Jahr 2009 veröffentlichte Nolle gemeinsam mit Michael Bartsch, Christoph Jestaedt und Michael Lühmann das Buch Sonate für Blockflöten und Schalmeien. Zum Umgang mit der Kollaboration heutiger CDU-Funktionäre im SED-Regime. Am 23. April 2009 wurde durch eine Indiskretion bekannt, dass die Staatsanwaltschaft Dresden wegen des Anfangsverdachts auf Subventionsbetrug gegen Nolle ermittelt. Da die Ermittlungen gegen Nolle kurz vor der Landtagswahl im August und seiner Buchveröffentlichung begannen und der Presse zugespielt wurden, wurden Vermutungen laut, dass es sich bei dem Verfahren um eine Retourkutsche für Nolles Kritik an der sächsischen Landesregierung handele. Die Staatsanwaltschaft verwahrte sich gegen den Vorwurf, die Presse unzulässig informiert zu haben und verwies auf eine unzulängliche Geheimhaltungspraxis im Landtag. Sie erhob Anklage und nach zweieinhalb Jahren entschied das Finanzgericht Leipzig, dass Nolle sich korrekt verhalten hatte. Zweimal wurde in diesem Zusammenhang der Versuch unternommen, die Immunität Nolles aufzuheben, der erste Antrag wurde vom Immunitätsausschuss zurückgewiesen, der zweite Antrag wurde vom Generalstaatsanwalt zurückgewiesen.

## Werke
- Beiträge in: Ostdeutschland eine abgehängte Region? Perspektiven und Alternativen. Junius Verlag, Dresden 2001, ISBN 3-88506-014-0.
- Sonate für Blockflöten und Schalmeien – Zum Umgang mit der Kollaboration heutiger CDU-Funktionäre im SED-Regime. Eigenverlag Karl Nolle, Dresden 2009, ISBN 978-3-00-028062-7.